# Balanoglossus
Genre
Balanoglossus est un genre animal d'hémicordés de la famille des Ptychoderidae.

## Liste d'espèces
Selon ITIS (27 avr. 2010) :
- Balanoglossus aurantiacus
- Balanoglossus clavigerus

Selon NCBI (27 avr. 2010) :
- Balanoglossus carnosus
- Balanoglossus clavigerus
- Balanoglossus misakiensis
- Balanoglossus simodensis

Selon World Register of Marine Species (27 avr. 2010) :
- Balanoglossus apertus  (Spengel, 1893)
- Balanoglossus australiensis  (Hill, 1894)
- Balanoglossus borealis  (Willey, 1899)
- Balanoglossus capensis  (Gilchrist, 1908)
- Balanoglossus carnosus  Müller in Spengel, 1893
- Balanoglossus clavigerus  delle Chiaje, 1829
- Balanoglossus gigas  Müller in Spengel, 1893
- Balanoglossus hydrocephalus  v.d. Horst
- Balanoglossus misakiensis  Kuwano, 1902
- Balanoglossus natalensis  (Gilchrist, 1908)
- Balanoglossus occidentalis  Ritter, 1902
- Balanoglossus proterogonius  Belichov, 1928
- Balanoglossus robinii  author unknown
- Balanoglossus salmoneus  Belichov, 1928
- Balanoglossus stephensoni  van der Horst, 1937
- Balanoglossus studiosorum  v.d. Horst